# Aldo Fabrizi

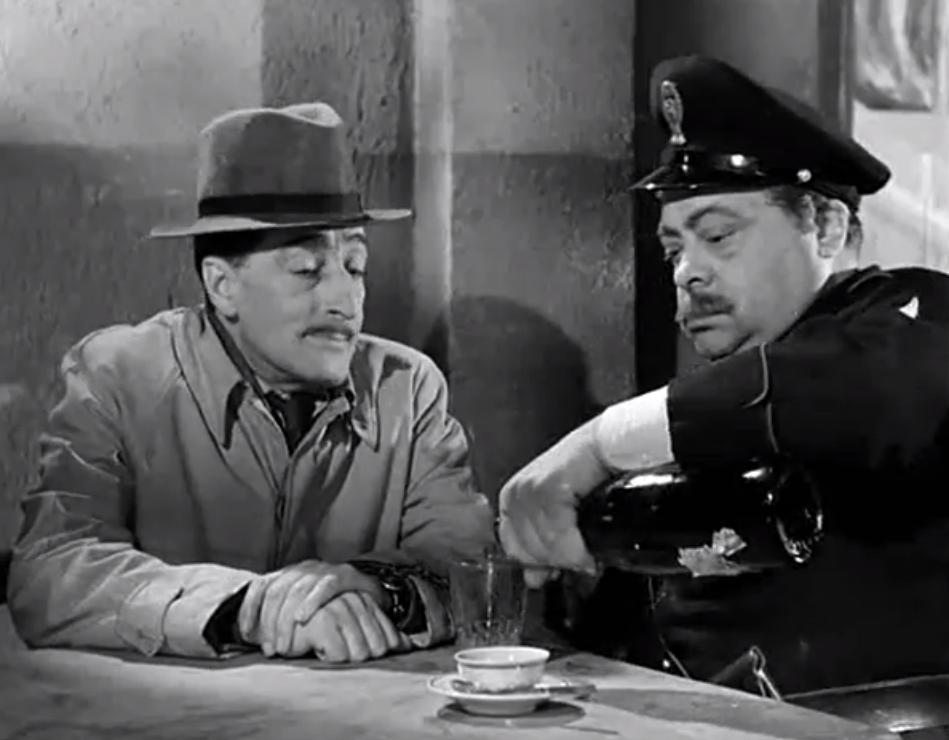
Totò y A. Fabrizi en la película de 1951 Guardias y ladrones, de Mario Monicelli.

Aldo Fabrizi (Roma, 1 de noviembre de 1905-ibídem, 2 de abril de 1990) fue un actor, guionista y director de cine italiano.

## Biografía

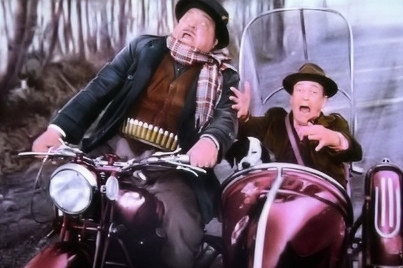
Aldo Fabrizi con Totò.

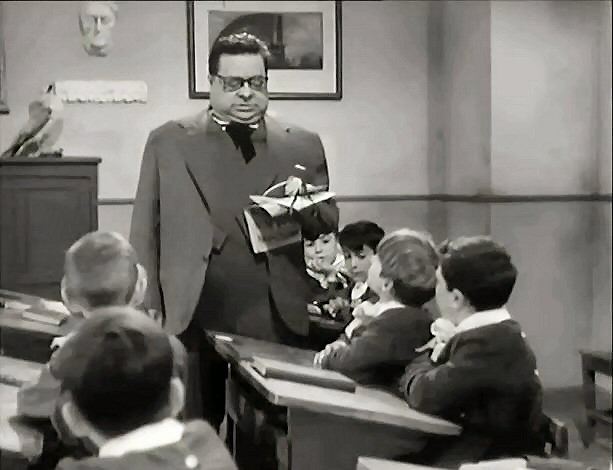
Aldo Fabrizi en la película Il maestro (1957).

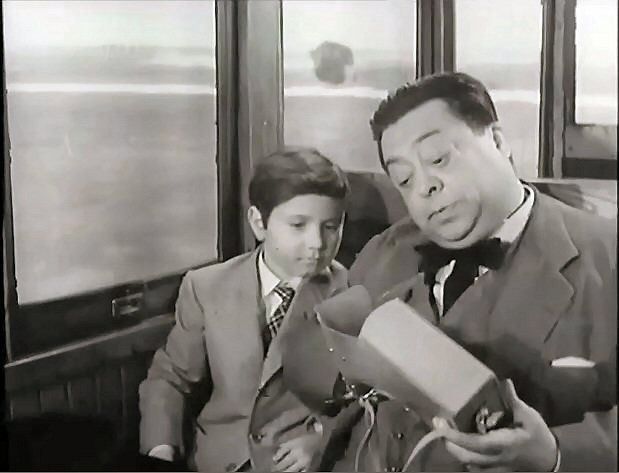
Aldo Fabrizi en la película Il maestro (1957).

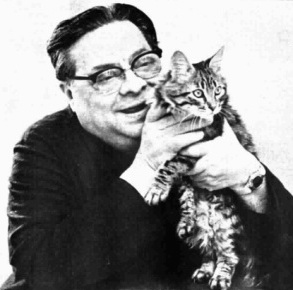
Aldo Fabrizi con su gato.

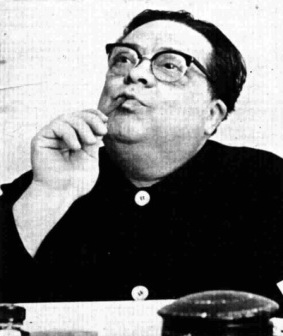
Aldo Fabrizi.

Procedía de una familia modesta. Su madre tenía un puesto de verduras en Campo dei Fiori. A los once años, se quedó huérfano de padre, al fallecer este, Giuseppe, en un grave accidente. Obligado a abandonar los estudios para contribuir al sostenimiento de la numerosa familia, que comprendía también cinco hermanas, una de las cuales Elena Fabrizi (1915-1993), conocida cómo Sora Lella, también fue actriz.

## Filmografía
- Avanti, c'è posto... de  Mario Bonnard (también guionista)  (1942).
- Campo de' fiori de  Mario Bonnard (también guionista) (1943).
- L'ultima carrozzella de  Mario Mattoli (también guionista) (1943).
- Circo equestre Za-Bum (episode Dalla finestra and  Il postino) de  Mario Mattoli (1944).
- Roma, ciudad abierta de  Roberto Rossellini (1945).
- Mio figlio professore de  Renato Castellani (también guionista) (1946).
- Vivere in pace de  Luigi Zampa (también guionista) (1946).
- Il delitto di Giovanni Episcopo de  Alberto Lattuada (también guionista) (1947).
- Natale al campo 119 de  Pietro Francisci (también guionista) (1947).
- Tombolo, paradiso nero de  Giorgio Ferroni (1947).
- Emigrantes de  Aldo Fabrizi (1948).
- Antonio di Padova de  Pietro Francisci (1949).
- Benvenuto, reverendo! de  Aldo Fabrizi  (1949).
- Vita da cani de  Stefano Vanzina y Mario Monicelli (también guionista) (1950).
- Prima comunione de  Alessandro Blasetti (1950).
- Tre passi a Nord (Three steps North) de  William Lee Wilder (1950).
- Francesco, giullare di Dio de  Roberto Rossellini (1950).
- Parigi è sempre Parigi de  Luciano Emmer (1951).
- Signori, in carrozza! de  Luigi Zampa (1951).
- La famiglia Passaguai  de  Aldo Fabrizi (1951).
- Guardias y ladrones de  Steno & Mario Monicelli (también guionista) (1951).
- Cameriera bella presenza offresi... de  Giorgio Pàstina (1951).
- Fiorenzo il terzo uomo de  Stefano Canzio (cameo) (1951).
- Altri tempi (episode Il carrettino dei libri vecchi) de  Alessandro Blasetti (1952).
- La famiglia Passaguai fa fortuna de  Aldo Fabrizi (1952).
- Cinque poveri in automobile de  Mario Mattoli (también guionista) (1952).
- Papà diventa mamma de Aldo Fabrizi (1952).
- La voce del silenzio de  Georg Wilhelm Pabst (1952).
- Una di quelle de  Aldo Fabrizi (1953).
- L'età dell'amore  de  Lionello De Felice (1953).
- Siamo tutti inquilini de  Mario Mattoli (1953).
- Cose da pazzi de  Georg Wilhelm Pabst (1953).
- Cento anni d'amore (episode Garibaldina) de  Lionello De Felice (1953).
- Questa è la vita (episode Marsina stretta) de  Aldo Fabrizi (1954).
- Cafè Chantant de  Camillo Mastrocinque (1954).
- Hanno rubato un tram de  Aldo Fabrizi (1954).
- Accadde al penitenziario de  Giorgio Bianchi (1955).
- Carosello di varietà  de  Aldo Quinti & Aldo Bonaldi (1955).
- Io piaccio de  Giorgio Bianchi (1955).
- I due compari de  Carlo Borghesio (también guionista) (1955).
- Donatella de  Mario Monicelli (1956).
- I pappagalli de  Bruno Paolinelli (1956).
- Un po' di cielo de  Giorgio Moser (1956).
- Guardia, guardia scelta, brigadiere e maresciallo de  Mauro Bolognini (1956).
- Festa di maggio (Premier mai) de  Luis Saslavsky (1957).
- El maestro  de  Aldo Fabrizi (1957).
- I prepotenti di Mario Amendola (también guionista) (1958).
- Prepotenti più di prima de  Mario Mattoli (también guionista) (1959).
- Ferdinando I re di Napoli de  Gianni Franciolini (1959).
- I tartassati de  Stefano Vanzina (también guionista) (1959).
- Un militare e mezzo de  Steno (también guionista) (1959).
- La sposa bella (The angel wore red) de  Nunnally Johnson (1960).
- Totò, Fabrizi e i giovani d'oggi de  Mario Mattoli (1960).
- Fra' Manisco cerca guai de  Armando William Tamburella (1960).
- Gerarchi si muore de  Giorgio Simonelli (1961).
- Le meraviglie di Aladino de  Mario Bava (1961).
- Twist, lolite e vitelloni de  Marino Girolami (1962).
- I quattro monaci de  Carlo Ludovico Bragaglia (1962).
- Gli italiani e le donne (episode Chi la fa, l'aspetti) de  Marino Girolami (1962).
- Il giorno più corto de  Sergio Corbucci (cameo) (1963).
- Totò contro i quattro de  Steno (1963).
- I quattro moschettieri de  Carlo Ludovico Bragaglia (1963).
- I quattro tassisti (episode L'uomo in bleu) de  Giorgio Bianchi (1963).
- Das feuerschiff de  Ladislao Vajda (in Germany) (1963).
- Made in Italy de  Nanni Loy (1965).
- Sette monaci d'oro de  Marino Girolami (1966).
- Tre morsi nella mela (Three bites of the apple) de  Alvin Ganzer (1967).
- Cose di Cosa Nostra de  Stefano Vanzina (también guionista) (1970).
- La Tosca de  Luigi Magni (1973).
- C'eravamo tanto amati de  Ettore Scola (1974).
- I baroni de  Giampaolo Lomi (1975).
- Nerone de  Mario Castellacci y Pier Francesco Pingitore (1977).
- Il ginecologo della mutua de  Aristide Massaccesi (1977).
- Giovanni Senzapensieri de  Marco Colli (1985).

## Premios
Medallas del Círculo de Escritores Cinematográficos
| Año  | Categoría                                   | Película   | Resultado |
| ---- | ------------------------------------------- | ---------- | --------- |
| 1957 | Mejor actor extranjero en película española | El maestro | Ganador   |